# Pseudopoda platembola
Pseudopoda platembola là một loài nhện trong họ Sparassidae.
Loài này thuộc chi Pseudopoda. Pseudopoda platembola được Peter Jäger miêu tả năm 2001.